# Første Makkabæerbog
Første Makkabæerbog er en af Makkabæerbøgerne og en af deuterokanoniske bøgerne i det Gamle Testamente. Den fortæller om de historiske begivenhedene knyttet til Judas Makkabæeren og makkabæerenes oprør mod Seleukiderne, og omfatter perioden fra 175 f.Kr. til 134 f.Kr.